# Казахстан на летних Паралимпийских играх 2016
Казахстан на летних Паралимпийских играх 2016, проходивших 7-18 сентября 2016 года в бразильском Рио-де-Жанейро, был представлен одиннадцатью спортсменами в пяти видах спорта: дзюдо, легкой атлетике, пауэрлифтинге, плавании, стрельбе из лука. По итогам Паралимпиады казахстанские спортсмены завоевали одну золотую («золото» Зульфии Габидуллиной стало первым для Казахстана за всю историю выступления на Паралимпийских играх) и одну серебряную медаль.
Первоначально постановлением правительства Казахстана были утверждены выплаты денежных поощрений спортсменам с ограниченными возможностями, занявшим с 1 по 6 место на Паралимпиаде: за первое место предусмотрено 50 тысяч долларов США, за второе — 35 тысяч долларов США, 3 место — 25 тысяч долларов США, за 4 место — 14 тысяч долларов США, за 5 место — 6 тысяч долларов США, за 6 место — 4 тысячи долларов США. После успехов паралимпийцев министр культуры и спорта Казахстана Арыстанбек Мухамедиулы объявил, что призовые паралимпийцев были уравнены с олимпийцами: выплаты за первое место достигли 250 тысяч долларов США, за второе — 150 тысяч долларов США.

## Медали
| Золото  |                     |                                                        |             |
| №       | Спортсмены          | Вид спорта (дисциплина)                                | Дата        |
| 1       | Зульфия Габидуллина | Плавание (женщины, 100 м вольным стилем, категория S3) | 9 сентября  |
| Серебро |                     |                                                        |             |
| №       | Спортсмены          | Вид спорта (дисциплина)                                | Дата        |
| 1       | Раушан Койшибаева   | Пауэрлифтинг (женщины, до 67 кг)                       | 12 сентября |

## Результаты выступлений

### Дзюдо
| Спортсмен          | Дисциплина        | 1/8 финала                                   | 1/4 финала                                                                                               | 1/2 финала                                                  | Финал / Матч за 3 место |
| ------------------ | ----------------- | -------------------------------------------- | --- | ----------------------------------------------------------- | ----------------------- |
| Ануар Сариев       | Мужчины, до 60 кг | не участвовал                                | Рамин Ибрагимов (Азербайджан) Поражение 2—100 Утешительный турнир Эдуардо Гауто (Аргентина) Победа 101—0 | Утешительный финал Хенри Борхес (Уругвай) Поражение 0s1—100 | Не прошёл               |
| Куралбай Орынбасар | Мужчины, до 73 кг | Арамицу Китадзоно (Япония) Поражение 0s2—3s2 | Не прошёл                                                                                                | Не прошёл                                                   | Не прошёл               |

### Лёгкая атлетика
| Спортсмен      | Дисциплина                             | Результат | Место |
| -------------- | -------------------------------------- | --------- | ----- |
| Аманат Калкаев | Мужчины, прыжки в длину, категория T37 | 5.35      | 10    |

### Пауэрлифтинг
| Спортсмен             | Дисциплина        | Результат, кг | Место |
| --------------------- | ----------------- | ------------- | ----- |
| Вадим Дукарт          | Мужчины, до 97 кг | 165           | 8     |
| Гульбану Абдыхалыкова | Женщины, до 50 кг | 81            | 7     |
| Раушан Койшибаева     | Женщины, до 67 кг | 113           | 2     |

### Плавание

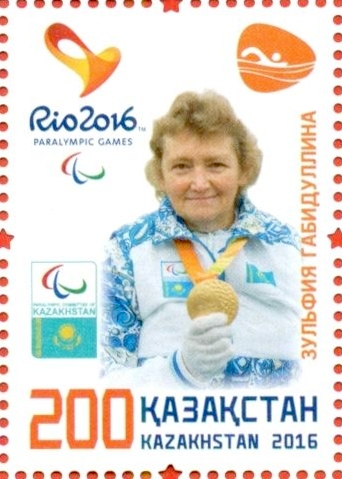
Почтовая марка, выпущенная в честь победы З. Габидуллиной на Паралимпиаде

| Спортсмен           | Дисциплина                         | Отбор   | Отбор | Финал          | Финал     |
| Спортсмен           | Дисциплина                         | Время   | Место | Время          | Место     |
| ------------------- | ---------------------------------- | ------- | ----- | -------------- | --------- |
| Ануар Ахметов       | Мужчины, 50 м вольным стилем, S12  | 25.89   | 13    | Не прошёл      | Не прошёл |
| Ануар Ахметов       | Мужчины, 100 м вольным стилем, S13 | 56.63   | 17    | Не прошёл      | Не прошёл |
| Ануар Ахметов       | Мужчины, 100 м на спине, S12       | 1:08.28 | 8     | 1:09.11        | 8         |
| Ануар Ахметов       | Мужчины, 100 м брассом, SB12       | 1:09.35 | 3     | 1:09.17        | 4         |
| Ануар Ахметов       | Мужчины, 100 м баттерфляем, S13    | 1:06.43 | 19    | Не прошёл      | Не прошёл |
| Роман Агалаков      | Мужчины, 50 м вольным стилем, S13  | 26.01   | 13    | Не прошёл      | Не прошёл |
| Роман Агалаков      | Мужчины, 100 м вольным стилем, S13 | 57.72   | 18    | Не прошёл      | Не прошёл |
| Роман Агалаков      | Мужчины, 100 м баттерфляем, S13    | 1:02.37 | 13    | Не прошёл      | Не прошёл |
| Роман Агалаков      | Мужчины, 200 м комплекс, SM13      | 2:28.37 | 17    | Не прошёл      | Не прошёл |
| Зульфия Габидуллина | Женщины, 50 м вольным стилем, S4   | 42.28   | 3     | 42.24          | 4         |
| Зульфия Габидуллина | Женщины, 100 м вольным стилем, S3  | 1:39.17 | 3     | 1:30.07 WR, PR | 1         |
| Зульфия Габидуллина | Женщины, 50 м на спине, S3         | 1:06.46 | 8     | 1:00.68        | 6         |
| Зульфия Габидуллина | Женщины, 50 м брассом, SB3         | 1:19.01 | 12    | Не прошла      | Не прошла |
| Зульфия Габидуллина | Женщины, 150 м комплекс, SM4       | 3:24.81 | 8     | 3:25.30        | 7         |
| Наталья Звягинцева  | Женщины, 100 м на спине, S6        | 1:36.82 | 8     | 1:34.59        | 7         |

### Стрельба из лука
| Спортсмен          | Дисциплина                                        | Квалификация | Квалификация | 1/16 финала                                          | 1/8 финала | 1/4 финала | 1/2 финала | Финал     |
| Спортсмен          | Дисциплина                                        | Время        | Место        | 1/16 финала                                          | 1/8 финала | 1/4 финала | 1/2 финала | Финал     |
| ------------------ | ------------------------------------------------- | ------------ | ------------ | ---------------------------------------------------- | ---------- | ---------- | ---------- | --------- |
| Александр Медведев | Мужчины, индивидуальные соревнования, блочный лук | 641          | 26           | Альберто Луиджи Симонелли (Италия) 121—137 поражение | Не прошёл  | Не прошёл  | Не прошёл  | Не прошёл |